# 富山市立奥田中学校いじめ自殺事件
富山市立奥田中学校いじめ自殺事件（とやましりつおくだちゅうがっこういじめじさつじけん）は、1988年（昭和63年）12月21日、富山県富山市の富山市立奥田中学校1年の女子生徒A（当時13歳）が、いじめを苦に自宅アパート4階から飛び降り自殺した事件。遺書には加害者の実名を列挙した上で「もうだれもいじめないで…」と書き残されていた。
Aの両親の岩脇 克己と壽恵は、同級生らの大学進学を見計らった1994年（平成6年）以降に開示請求などの活動を開始し、1996年（平成8年）には富山市に対し損害賠償請求訴訟を起こしたが、一審・二審共に棄却された。事件後、両親の支援者らにより「『もう、ひとりにはさせないよ！』の会」が設立されたほか、事件を題材としたルポルタージュ、手記、児童書など、複数の書籍が出版されている。

## 経緯

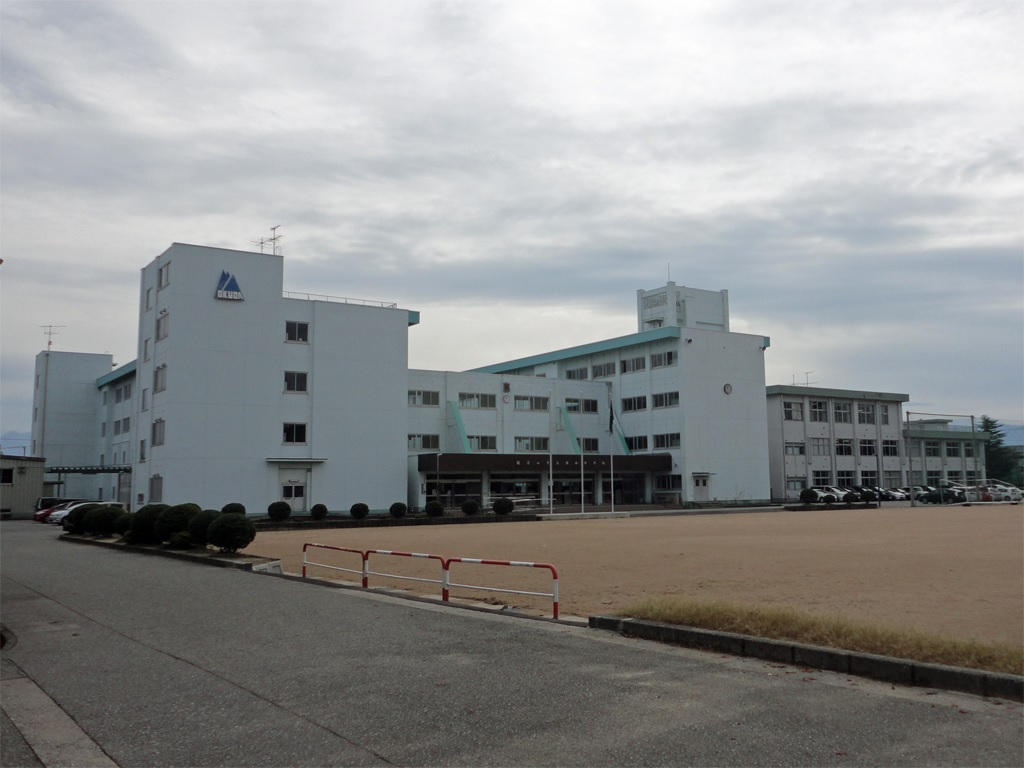
富山市立奥田中学校（2018年）

A（当時13歳／中学1年生）は1975年（昭和50年）12月17日、岩脇 克己（いわわき かつみ、1940年〈昭和15年〉11月12日 - 2019年〈令和元年〉6月20日）と岩脇 壽恵（いわわき としえ、1943年〈昭和18年〉6月9日 - ）の一人娘として生まれた。免疫症候群IgA欠損症を患う病弱な身体で、2歳から5歳頃までは入退院を繰り返した。
1988年（昭和63年）4月、Aは富山市立奥田中学校に入学。この春に担任教諭が家庭訪問した際に両親は、Aが免疫症候群IgA欠損症で、幼稚園児の頃から風邪や発熱を起こしやすく、喘息や肺炎にも時折かかったこと、膀胱が小さいため腎盂炎を生じることもある旨を説明し、学校生活での配慮を求めている。
当時の奥田中は生徒数1,336人のマンモス校で、クラス別の成績競争を行うなどの有名受験校として知られる一方、県内では「荒れた学校」の代名詞でもあった。1981年（昭和56年）5月には3年生の男子生徒数人が「制服を汚した」と教師4人に怪我を負わせる事件が、1984年（昭和59年）には3年生の女子生徒の間で集団リンチ事件が起こり、後者の事件では警察沙汰となっている。これらの校内暴力はAの入学時には減っていたが、Aの自殺の翌年である1989年（昭和64年／平成元年）にも、サッカー部の3年生が2年生を空き家に連れ込み、暴力を振るうという事件が発覚していた。
校則が厳しいことでも知られ、髪の毛やスカートの長さ・雨傘の色・ソックスの色や柄などが取り決められており、教科書は学校に忘れると没収され、返却も許されなかった。1987年（昭和62年）5月には、修学旅行で富山駅からの発車直後、車内で荷物検査を行い、生徒から色柄もののパンツを全て没収したことから、人権問題に発展している。一方で前述のように学校は荒れており、不登校児童の発生率も、全国でトップクラスに属した。

### 2度の転倒事故
Aは入学後、3人の友人B、C、Dを作っている。同級生のBは登校拒否児、Cは病弱でいじめられており、どちらもクラスの中の少数派だった。
入学後、Aは何かと理由をつけて職員室で過ごすことが多く、休み時間には大抵職員室で担任教諭と話し込んでいた。のちに壽恵は「体が弱かったせいで、もし何かあったら先生に相談しなさい、先生は何でも知ってるんだから、頼りにしている人なんだからと、私が口ぐせにしていたせいかもしれません」と語っている。こうしたAの行動は、生徒たちから、自分たちのことを密告しているのではないかと疑われる原因になり、また同級生らは免疫不全症のことを知らなかったため、体育の授業を休みがちであることも白眼視される原因となった。
5月下旬頃、または6月初旬に、AはCと共に校舎の廊下を歩いていた際、上級生の男子生徒2人に足をかけられて転倒、両足首を捻挫している。翌日に二人は職員室で担任教諭に相談し、担任が見せた生徒指導用アルバムから加害者を特定し、担任に伝えた。しかし注意がなされることはなく、加害者が謝りに来ることもなかった。
更に6月27日には、学校で開催されたスポーツフェスティバルの開会式中に雨が降り出し、生徒たちが一斉に校舎に向かって駆け出した際、Aは後ろから走ってきた生徒に勢いよく突き当たられ転倒、今度は右鎖骨を骨折した。
翌28日に担任教諭がA宅を訪問。この2度に渡る事件に対し、両親は加害生徒を特定して事情聴取すること、内容によっては謝罪するよう指導を行うなどの適切な措置を取るように申し入れた。担任教諭はこれに対し「誰がやったかわからない」と答えている。その後も、両親は当該生徒を探し出して謝罪させることを何度も申し入れたが、学校側の返答は「分かりました」だけで、指導がされることはなかった。この事故は学校災害共済給付制度の対象として治療費が給付されたが、最期まで完治することはなかった。
また骨折後、鎖骨部位に湿布を貼付していたAに対し「湿布が臭い」などと言う生徒がいた。

### 担任に相談
9月27日頃、AはCに同行してもらって担任教諭のもとを訪れ、クラスの6名程度の女子生徒が、自分を無視したり悪口を言ったりすることを告げて相談している。担任教諭は「いじめかもしれない」と考え、以前から仲の良かったCに相談に乗ってもらうように言い、またいじめられたらすぐに自分へ知らせるように指導している。
9月末から10月初め頃、Aはクラスメイトの生徒数名が、教室で自分のほうを見ながら紙に何か書いているのを見て気になり、その後教室のごみ箱を探したところ、「A死ぬことにさんせい、殺すことにさんせい」と書かれたメモを見つけた。Aから持ち帰ったメモを見せられた壽恵は興奮し、すぐに担任に会いに行こうとしたが、「お母さん、行かんでいい、行かんでいい」とAに制止され、自分でメモを担任に渡し、注意してもらえるよう伝えるように言い渡した。
のちの担任教諭の証言によれば、筆跡から、数日前にAが悪口を言われる旨を訴えていた女子生徒のうち2人が書いたものがわかったため、Aに対するいじめが行われていることを認識し、自身でいじめの現場を押さえて指導することを決めたという。しかし、その後どのような措置が行われたのか、両親への説明はなかった。一方で壽恵は数日後にAへこの件について尋ね、Aは「（担任が）いじめたグループを呼んで叱ってくれたよ」「もう、その子たちと仲良くなったから心配しなくていいよ」と明るく答えたため、その後はそれほど気には留めなかった。
夏休み中は鎖骨骨折のため、奥飛驒に家族で旅行したほかは殆ど家の中で過ごしていたが、親しい友人が2日おきにAを訪ねてき、非常に仲良く過ごしている様子であったという。

### 10月
10月初旬頃、清掃の反省会の際にたまたまAのロッカーの前に立っていた女子生徒が、「キャー」と奇声を上げてその場から逃げるという出来事があった。担任教諭は奇声を上げた理由を女子生徒に訊いた上で、Aに対する嫌悪感をあらわにした思いやりのない行為であると注意し、指導している。
同月中旬頃には、Aは給食の牛乳パックにサインペンなどで「大凶」「ハズレ」などと落書きをされていた。Aから訴えを受けた担任教諭は、Aがいじめを訴えていたグループの生徒が、牛乳パックの底に「アタリ」「ハズレ」などと書いていたのを見つけ、これがAに対するいじめの手段として使われているに違いないと考え、その場でクラスの生徒全員の前で、牛乳パックへの落書きの一切をやめるよう指導した。これ以降、牛乳パックへの落書きはなくなったとされる。
しかし同月下旬、Aは今度は「ゲロ」「でぶ」などと書かれたメモを拾い、担任教諭に渡している。担任教諭は、筆跡やこれまでの経緯から、女子生徒Cらのグループのものが書いたものと考えた。しかし告げ口をしたとしてAへのいじめが悪化する虞があることを考え、メモは担任が拾ったことにして、クラス全員に対して「書いた人は遊びのつもりでも、書かれた人は傷つく」と注意した。そしてこれ以降、いじめ問題についてクラスで考えていくこととした。
また10月30日頃には担任教諭は、Aの気を晴らすためと新たな友達を作るチャンスを与えるために、富山市内の他の市立中学校で行われた女子サッカーの交歓会にAを誘っている。

### Cとの絶交
いじめ問題についてクラス全体で考えていく方針を定めた担任教諭は、11月から12月にかけ、道徳の時間に思いやりの心を育てるための資料を用い、いじめ問題に関連づけて考えさせるようにしたり、始業時や終業時の学級活動の時間にも、いじめに繋がりそうな出来事がある場合には、その都度クラス全員に注意を行った。
しかしこの頃に担任教諭は、Aが親しかったCと喧嘩し、絶交したということを耳にしている。絶交が行われたのは10月下旬頃のことで、のちにCは裁判の陳述書で、「ケンカというより、私が一方的に怒っただけでした。××から言われたある事が、私が怒った原因でした。…私はAに確かめました。Aは絶対に××にも誰にも言っていないと言いました。私は、Aの言うことを信じてあげる事ができませんでした。その時、私の心の中に、Aといなければ自分もいじめられないで済むという思いがあったのだと思います」と証言している。この出来事によってAの孤立は決定的となり、それまでCと共に受けていたいじめを、一人で引き受けることとなった。
11月上旬にAは母親から、最近Cと疎遠になっていることを聞かれ、「いいもん、あんな人、友達じゃないもん」と答えていた。母親が「Aが悪いのなら謝りなさい」と言うと、Aは「私、悪くないもん」と答えた。母親はそのうちに仲直りするだろうと、このことをそれほど気には留めなかった。
担任教諭は、11月8日頃に2人を別々に呼び出して事情を聞いている。このときにCは、Aが自分のテストの成績順位や悪口を他の女子生徒に言ったことが原因である旨を話した。担任教諭はこの出来事から、Aに対するいじめが激化することを心配し、Aへのいじめを行うXらを、教育相談により重点的に指導することとした。そして11月10日から教育相談を行い、いじめに関わった一人一人と面接して、メモの件や牛乳パックの件も全ていじめになると認めさせ、その理由を問いただして指導した。
教育相談終了後の11月16日の放課後、担任教諭はXら6人に、改めていじめをやめるよう指導し、その上でいじめを解決してよりよい友達関係を作らせるため、A、Xらのグループ、第三者のクラス委員を交えた話し合いの場を設けることを提案した。そしてAには、親にも知っておいてもらう必要があるため、連絡する旨を伝えたが、Aが「父も母ももう知っているし自分で言うから連絡しないでほしい」と頼んだため、自分で必ず家の人に報告して何でも打ち明けるように約束させた上で、両親への連絡はしないことにした。またCには、Aと仲直りして、以前のようにAを支えてやってほしいと指導した。
11月30日、担任教諭はAとXらのグループが話し合う場を設け、グループにはAを二度といじめないことを、Aにはグループの生徒らに挨拶するなど積極的に声を掛けることを約束させた。また、中立的な立場の生徒に、様子を見守り、いじめがあればすぐにやめるよう注意すること、自分まで連絡してほしい旨を指導した。またAには、話し合いの結果を家の人に必ず伝えるよう約束させ、翌31日にAから「お母さんに伝えたら『仲直りできてよかったね』と言われた」との報告を受けた。

### 最後の月
しかしその後も、AとCの仲は元に戻っていない様子だった。12月6日頃に担任教諭はCを家庭訪問し、Aと仲直りして以前のように仲良くしてくれるよう、再度CとCの母親に依頼。また、12月13日頃にAへ最近の様子を聞いたときには、Aは「いじめはないが、まだXたちともCとも仲直りできていない」と答えている。のちのCの証言によれば、Aへのいじめは話し合いの後も更に激化しており、牛乳パックへの落書きも続き、清掃の際に一人だけ机を片付けられない、クラスで協力して行う行事の際にも無視されたりのけ者にされる、給仕をすると嫌そうに受け取られるなどしていた。
またこの頃、担任教諭は、12月20日から予定されていた2学期末の個別懇談で、Cらの保護者やAの保護者との間で、Aへのいじめについて相談することに決め、そのことを母親へ伝えるようにAに言った。Aは翌日、母が「わかりました」と言ったという旨を報告している。
15日頃、担任教諭は「生いたちの記」という教材を使用し、クラス全員に、いじめの指導と結び付けて、親の愛情の確認と生命の大切さを自覚すること、自分を大切にするとともに相手をも尊重すること、いじめられる子の親の気持ちを考えて、いじめは絶対にいけないことを強調し、指導した。
Aは15日に早退し、16日も欠席した。17日に登校してきた際に担任教諭が体の調子やいじめられていないかを尋ねると、笑顔で「元気になりました。大丈夫だよ」と答えた。20日には「生いたちの記」の感想として、「私は今まで大切に育てられてきて、この自分の命は、自分から捨ててしまわず、一日一日を大切に生きていこうと思います」と記したプリントを提出している。
19日には、Aは母親に、Cがスカートの裾をつまみ上げて、自分の机のそばを避けるように「汚い！」と走り去ったという旨を話している。母親は、以前は毎日のように遊びに来ていたときの様子から、Cは「およそそんなことができる子とは思えなかった」ため不思議に思い、「もうすぐ懇談会だから先生に相談しようね」と慰めている。
またこの頃、Aは古いアルバムを取り出して食い入るように見つめていたり、制服について「お母さん、こんなダサイ服いらん」と言ったりするという出来事もあった。自殺前には1週間ほど下痢が続いており、普段は4日ほどで治ることを考えると長引いていたが、のちに壽恵は「いつもより長かったことを考えあわせれば、結局は、ストレスからの下痢だったのかな、と思います」と振り返っている。

## 自殺

### 自殺決行
自殺前日の12月20日、Aはいつものように、両親へ元気に挨拶をして登校した。学校ではこの日、教頭が職員室前の廊下で、Aが一人で空を見上げているのを目撃している。いつも笑顔で職員室に入ってくる様子とは異なっていたため、教頭は不思議に思いながら通り過ぎている。
下校時には、Aは学校の玄関で、隠された靴を泣きながら探している女子生徒に出会い、「じゃあ、私も一緒に探してあげる」と、靴探しを手伝っている。靴を見つけ出して下校した際には、別れ際に肩に手をかけ「××さん、明日頑張って来られ」と励ました。その後、珍しく寂しそうに下を向いて歩いている姿を近隣住民が目撃しているが、声を掛けるとはっとした様子で振り返り、明るい表情で挨拶を返した。
午後1時半頃にAは帰宅。壽恵は数日前から体調を崩していたため、Aが母のためにうどんを作り、夕食の調理も行った。克己が帰宅して3人で食卓を囲んだ際も、学校での出来事を自分から喋っている。しかし克己が職場から持って帰ってきていたカレンダーを取り出し、教室に掛けるために持っていったらどうかと言ったところ、それまで笑顔だったAは突然顔をこわばらせ、「あんなクラスへ、誰が持っていくか！」と吐き捨てるように叫んだ。「Aがこんなに怒鳴り、吐き捨てるように言うのは初めて」の出来事で、克己は驚きつつ、「女の子はそんな言い方をするもんじゃないよ」とたしなめているが、Aは拳を固く握りしめてうつむいていた。
食後、克己が自室にいるAへ風呂へ入るよう促した際には、「私、手紙を書いてるから、お父さん、先にはいってよ」と答えている。午後11時50分頃に両親が二人とも寝床に入り、それからAは風呂へ入った。克己は寝床で、入浴しているAが歌を口ずさんでいるのを耳にしている。やがて克己も寝入ったが、翌21日の午前1時頃になって、壽恵は胸苦しさに目を覚まし、Aの自室から光が漏れていることに気付いて声を掛けた。しかしAの姿はなく、眼を覚ました克己がベランダから眼下を見下ろして、直下にある商店街の裏の駐車場に、Aが倒れているのを発見した。
すぐに壽恵は地上へ駆け下り、Aを抱き起こしたが、頭が潰れて頰骨が割れており、既に心肺停止状態だった。克己はアパート1階に入居している店舗に駆け込み、店主に依頼して救急車を呼んでいる。Aの死亡推定時刻は壽恵が目を覚ました午前1時過ぎ、死因は脳挫傷だった。

### 遺書
通報を受けた警察は、不審死としてAの部屋を両親に無断で捜索し、机の引出しから便箋を発見。両親に「これ、借りていきますよ」と声を掛けてこれを持ち去ったが、両親は看護婦に依頼され、Aの着替えを用意するため病院からタクシーで家へ戻ったところで、気が動転していたため、それが遺書であるかは確認しないまま、「はい、どうぞ」と答えている。
その後も遺書について、警察やその報告を受けた学校・教委からは何の連絡もなかったため、両親はAが誤って転落した事故であると思い込み、「たいへん御迷惑をおかけし申し訳ありません」と学校に謝罪していた。両親がAの死はいじめによる自殺であると知った時期について、奥野修司は翌日の朝刊に目を通したときであるとし、壽恵は新聞やテレビを見る余裕はなかったため、葬儀の3日後、警察が持って行ったもののことを思い出して請求し、遺書を初めて手にしたときであるとしている。
遺書には「水の流れる方へ行け　そのまままっすぐ玄関へ／赤いくつをはき、玄関を出て、まっすぐすすめ／やがて死がまっている」という詩が添えられていた。「××ありがと」とあるのは、小学校の卒業直前に父親の転勤により富山を離れた女子生徒の名前。
また、別のメモには、次のような記述があった。
遺書を読んだ両親は、初めていじめを苦にした自殺であったことを知り、激しい衝撃を受けた。「その後の日々は親として、Aを救えなかった悔しさと責任から、生きている値打ちもないと自分をけなしたり、憎んだり、後悔したりする毎日で、悲しみと自責の念だけが残っていました」と壽恵は記している。更に葬儀後に遺品を整理していた際、便箋6枚にびっしりと、荒々しい文字と激しい言葉遣いで書かれた、別の文章も見つかった。
内容は「あいつらぶっころしてやりてー。（中略）バーカ、××は××で、××なんかと仲よしになりやがって。私と××さんの友だち、××、××さんまでとりやがって、バカヤロー　あいつら人間じゃねーよ。ぜったい外見だけは人間、なかみは、冷たい心のもち主としかいえないよ」「てめーらなんかのろい殺してやりて。あいつらのいじめ方を全ぶかきだしてやる。その1、私が近づくと私から遠ざかる。その2、それも、ないしょ話をしながら。その3、牛乳パックのうらに「大きょう」などをかく。ぜんぶひきょうだよ」「今日も牛乳パックのうらに「ハズレ」だって。それも××さんの牛にゅうまで、かわいそうじゃないか。こんどやったらみんないいふらしてやる。先生にもいいつけてやる。（中略）何だよ、××たちなんておれの友だちまでとっていきやがって。それでもおれはがんばるぜ。そんな、すぐにくたばるかよ、ばーか」といったものだった。

### Bからの絶交状
12月26日、両親は友人からの「Aが死を決意するような、ものすごくひどい内容の手紙」を発見している。この手紙は学校に持って行く袋状の下敷きの中に、細かく千切られて入れられていた。Aの持ち物を整理していた壽恵は当初ゴミかと思い捨てようとしたが、文字が書かれていることに気付いてパズルのように並べると、親しかった筈のBからの絶交状であることがわかり、以下のような内容を読んだ壽恵は強い衝撃を受けた。
「Aには悪いけどむしさせてもらうよ。だってAとつきあっていると、みんなさけていくんだもん。でもこの話は本当。××もAのこときらってるよ。うそつき、性格悪るい、それにきもち悪いって。3組全員そういってたよ。」「今になったら3組の人　私にはなしかけてくる。××さんも、男子も女子も、とくに話かけてくるのは××だけどさ。Aなんてきらいってさ。くさい、さわるな、うそつき、××もいってたよ。みんなで『むし』しようぜ。女子の人に好きな人みんなにいいふらしたぜ。Aのためにと思っちゃってなんてね。大きらい　大きらい　大きらい」「××、××の前でブリッコなんかするな。なれなれしく××ってよぶなよ。きもちわりい。きもちわりい。ブリッコちゃん、バカ」。
こうしてCだけでなくBとも仲違いしていたことが明らかになったが、1989年（平成元年）6月18日には、『北日本新聞』にDの投書が載り、そこには「彼女の生前、私は、ちょっとしたことで彼女を避けていました。もしも彼女が、今いるとしたら「ごめんね……」と心から言いたいです」と記されていた。
両親はこの絶交状の存在を学校と、B及びBの担任や親にも伝え、調査を依頼した。12月29日になって、教頭と担任からBの担任から聞いたこととしての伝達があったが、内容は、Bが書いたもので間違いないということと、「Bは嘘つきで、書いた手紙を自分宛に出すような子で、事実でないことをでたらめに書き、根拠のないもの」ということのみで、Aに及ぼした影響などへの考慮はなされなかった。
奥野修司は、「心を許して相談できる友人が次々と背を向けたことは、彼女にすればはかりしれない打撃だったのかもしれない。（中略）いじめられていた友人が、いきなりいじめるほうに回ったのである。そこにどんな理由があったのか、彼女たちが証言しない以上、いまとなっては知るすべがない」としている。

## 自殺事件後

### 学校側の対応
Aの自殺事件後、奥田中学校では全職員を集めて会議を開くこともなく、事件の概要を知るのは校長・教頭・指導主事・学年主任・担任の数名のみだった。他の職員は報道によって知っているに過ぎず、壽恵は「いじめ問題に対して、まったくお粗末な対応でした」と批判している。校長は両親に、「この問題は警察に任せてある。学校は、他の生徒への教育的配慮と人権も考えなければならないから、警察のようには調べられない」「生徒たちを動揺させたくないので刺激しないでほしい」とも告げていた。一方で、「私はこの先短いんでどんなことでも甘んじて受けますが、担任は若い先生ですので、これからのこともあり、ひとつよろしくお願いします」と口にしてもいる。
また両親は「娘をいじめた子の親には伝えてほしい」と校長に申し入れていたが、学校が一向に伝えず誰も来なかったため、「学校ができないのでしたら弁護士に相談する」と伝えたところ、初めて学校側は対応を始めている。その結果、翌1989年（平成元年）2月1日以降になって、遺書に名前のあった6名のうち、5名の生徒の親の来訪が始まったが、子供を連れて謝りに来る親は一人もおらず、謝罪の言葉もなかった。うち一人の親は、Aが生徒のことを記したノートも「見たくありません」と答えている。四十九日を過ぎると学校側のお参りは途絶え、話し合いもなくなった。
また、この2月には広島県の小学校でAの遺書を題材とした「いじめ死」の人権学習が行われ、生徒らによる寄せ書きが両親の元へ送られている。両親は「このような授業は、Aの命を奪った奥田中学校でこそ行なうべき授業」であると校長らに話したが、学校側は「地元であるがゆえに、生徒の心に痛すぎてできない」と拒否している。
9月に学校からようやく「いじめの報告に行きます」との連絡があったが、この際報告されたことは「体重を聞いたが、返事をしなかった」「バレーボールのとき、仲間の生徒がミスしたためAがにらんだ」など、既に両親が知っていることを知らされたに過ぎず、「Aの態度が悪かったといわんばかりの報告」だった。この報告を最後に、学校と話し合う機会は全くなくなり、両親が求め続けていた調査報告はなされないままに終わった。
三回忌の際にも、両親はいじめの内容の説明を学校に要求することを検討していたが、二人で話し合った結果、「同級生たちが高校を卒業して、大学生や社会人になり、その子たちの心に負担がかからなくなるまで、娘の自殺に関する報告を学校に要求しない」という判断を下し、断念している。

### 両親への嫌がらせ
Aの自殺後、両親の元には夜0時過ぎから10分置きに無言電話が掛かってくるようになり、やがては昼夜を問わず掛かってくるようになった。壽恵はファミコンの音が聞こえることもあったことから、子どもかなと思ったこともあったという。この無言電話は半年ほど続き、両親が情報公開請求をしてからは、再び掛かってくるようになった。
そのほか、PTAの父親から「うちの子が今度の事件で、こんなに動揺を与えられて、それで志望校を滑ったらどうするんだ！」と罵倒されたり、「自殺する弱い子を育てた親が悪いんだ」「奥田中学校の名前に泥をぬってくれた。おまえたちのような不名誉なやつは出て行け」「あんたとこの子どもが自殺したおかげでうちの子どもも登校拒否になった」と言われたりという出来事もあった。
こうした誹謗中傷が続いたことにより、克己は人を全て信用できなくなり、他人と顔を合わせることが苦痛になったとのちに振り返っている。壽恵は一人で買物に行くこともできなくなり、家にこもりがちになったため、買物は二人で行くようになったという。
一方で遺書のことを新聞で知った大人たちが、関係のない生徒に「お前が犯人だろう」と中傷の言葉を浴びせ、該当生徒が家に引きこもるという事態にもなった。

### 支援団体発足
両親の情報公開請求活動がKNBの番組（後述）で放映されると、富山港近くの岩瀬で喫茶店「にしのみや」を経営する西宮正直が事件に強い関心を抱き、1996年（平成8年）4月、友人や知人ら20人ほどを呼び集めて、岩脇夫妻から直接話を聞いた。これを契機として、大学教授や小中学校の教師、主婦、サラリーマン、近隣住民などから成る「『もう、ひとりにはさせないよ！』の会」が発足。両親を精神的・肉体的に支えていくこととなった。
「もう、ひとりにはさせないよ！」の会は毎月第四日曜日を定例会とし、教育問題や社会の諸問題について話し合った。また様々な集会を催して克己らの発言の場を設け、1997年（平成9年）2月には西宮が経営する画廊で、資料展「現在（いま）、ここで共に生きること」を開催、2004年（平成16年）12月5日から12日までは、「Aの回顧展」（原題は本名）を開催している。
1997年（平成9年）6月には「もう、ひとりにはさせないよ！」の会として、富山県教育委員会に対し、事件に関係する会議録の公開を要求、教委での意見陳述申立の請願を行っている。7月24日には教育委員会会議が開かれたが、会議録公開については「文書の公開は情報公開条例で十分対応している」「係争中という事情もあり、請願されている岩脇氏の資料公開等は不適切である」とされ、意見陳述については「請願内容は、説明を聞かなくても、この文書でよくわかる。従って請願人の陳述は必要ない」などの意見が委員全員により承認され、請願は否決された。

## 開示請求
1992年（平成4年）10月14日、克己は『毎日新聞』で、東京都町田市で発生した町田市立つくし野中学校いじめ自殺事件により娘を亡くした両親が、市の個人情報保護条例に基づいて事故報告書や作文を請求し、町田市情報公開・個人情報保護審査会が初の全面開示を答申したという報道を目にし、このときに初めて富山市にも情報公開条例があることを知った。その後、講演会で知り合った名城大学講師の山本定明に相談し、開示請求を行うことを決めた。しかし「娘の同級生たちの大学受験に影響したら」ということを考慮し、1994年（平成6年）まで待つことにした。
克己は長時間勤務で帰宅が遅かったため、公文書公開請求書は全て壽恵が執筆している。ただし、同じ人は同じものを2回請求できないと聞いていたことから、請求者としては克己の名前が使われた。

### 追悼作文焼却が発覚
1994年（平成6年）5月2日、両親は富山市の公文書公開条例に基づき、「娘の自死時の級友達の追悼文」と「奥田中学校から教育委員会へのいじめの報告書」を開示請求した。
前者の作文は、奥田中がAの自殺翌日の12月22日、クラスメイトに「Aさんへの別れの手紙」という題で書かせた追悼作文だった。その日の内に担任教諭は両親へ「一年三組全員にAさんへ別れの手紙を書いてもらいました」と伝えており、両親は「それを見せて下さい」と依頼したが、担任は即答しなかった。24日にも再度依頼したが、担任は「いやー」と首を傾げただけだったという。25日に両親は校長と担任に、作文を見せてもらえるよう再度依頼。校長は「（いじめた）子どもたちにも将来があり、いまお見せしますと影響がありますので」と拒否している。このことから両親は、いずれ見せてもらえるものと考えていた。
学校側では、両親には作文は見せなかった一方、新聞社に対しては一部を公開し、写真撮影もさせていた。両親はいじめの事実を知るためにも重要な資料となる筈であること、七回忌の供養のために作文を仏前として供えてやりたいことから、この作文を開示請求の対象として選んだ。
また、これらの請求の事実が新聞で報道されると、「いまごろになって寝た子を起こすようなことをするな！」「いつまで恥さらしなことをやってるのや。余計なことをしてくれるな」といった嫌がらせの電話が再び始まり、両親は山本に相談している。
約10日後の5月13日に届いた決定通知書では、作文は「不存在」、事故報告書は「一部公開」と通知された。しかし事故報告書はB4判で5枚のうち約7割が白紙で、読むことができるのは、富山署の発表内容とほぼ変わらない「事故の概要」だけだった。
また作文については、「娘の自死時の級友達の追悼文」として請求していたにも拘わらず、全校生徒に書かせた別の作文への請求として受理された上、公文書に該当せず開示できないと通知された。また、「なお、これらの作文は、既に焼却等されて存在しませんので、併せて通知します」と記載されていた。克己が市側に問い合わせたところ、1989年（平成元年）3月の学年末に、作文「Aさんへの別れの手紙」は、担任教諭が自分の手で焼却しており、Aの自殺の3ヶ月後には既に存在していなかったことがわかった。
6月21日に奥田中の校長は新聞記者の質問に「捨てたのではなく、追悼の心をこめて一枚一枚、泣きながら燃やしたようです。その気持ちは充分理解できるし、私も肯定してやりたい」と答えている。そのほか、教委学校課長や教育長も、作文は年度の変わり目に燃やすこともある、いつまでも持っているべきではなかったなどとして、担任による焼却処分を追認している。一方で担任教諭は頑なに口を閉ざしたままであり、現職教師らや県教組書記次長などからは、教育委員会が担任教諭に焼却を命令したのではないかとの疑問の声が上がった。
また、Aの自殺の翌年1月には3年の担当教諭らにより、3年生が書いた作文の中から10点ほどを選んで『人の心の痛みがわかる人に』という手書きの文集を作成し3年の生徒全員に配布していたが、両親は奥野による学校教育課長のインタビューにより、初めてその存在を知ることとなっている。

## 裁判
Aの自殺後、両親は裁判を起こすことは検討しておらず、その旨を校長にも伝えている。その理由は、「親として我が子を救えなかった自責の念があまりにも大きく、いじめっ子を責めるという強い気持ちは起きていませんでした。そして、もし裁判になれば必然的に娘の級友たちを証人台に立たせることになり、級友たちに与える影響を考えたことも理由の一つでした」というものだった。
しかし、情報開示請求ではいじめに関する真実を知ることができなかったこと、「このままでは娘の死が無駄になりはしないか、いじめた子たちに何の制裁も与えず社会に送り出してもよいものか」という葛藤があったこと、真相を解明しようとする意思のない学校や教委に真摯にいじめ問題に取り組ませたいとの思いから、裁判を起こすことを決定。県議会議員の犬島肇に相談して富山中央法律事務所の弁護士である木澤進を紹介され、1996年（平成8年）2月、富山県弁護士会の子どもの権利委員会へ報告書を提出し、弁護団の結成を依頼した。その結果、5名の弁護士による弁護団が結成されることとなった。
Aの自殺から8年後となる1996年（平成8年）10月30日、両親は同級生らの大学受験が終わったのを見計らい、富山市を相手に約2,000万円の損害賠償を求めて提訴した。不法行為の時効（3年）は既に過ぎていたため、安全保持義務不履行と自殺後の調査報告義務不履行を理由とし、富山国際大学教授の伊ケ崎暁生のアドバイスにより、訴状には憲法第26条を前面に出し、「学校でのいじめは、いじめられた子どもから『学習する権利』を奪うもの」と、子供の「学習権論」を展開することとなった。

### 一審
2001年（平成13年）9月5日、富山地裁は「市の安全保持義務、調査・報告義務違反があったとはいえない」として、訴えを棄却した。判決では学校の安全保持義務の存在は認めた一方で、担任の対応については「××担任は、…Aに対するいじめがあることを認識し、Aに対する悪口や嫌がらせと思われる行為があるたびに、加害者である生徒やクラスの全員に対し、いじめに対する意識を新にさせて反省させたり、加害生徒やA、Cらには放課後などの時間を利用して個別に指導を行い、仲直りの場を設けるなどしたほか、Cやその母親にも、Aと仲直りするよう働きかけるなどしたことが認められる」「Aは、××担任に対し、一二月上旬ころにはいじめがない旨を述べ、同月一七日には笑顔で「元気になりました」と答えたのであり、さらに、同月二〇日に提出したプリントには自殺を否定する内容さえ記入されていたのであり、これらの状況からすると、××担任において、そのころAが自殺することを予見することは極めて困難であったというべきである」として、安全保持義務を果たしており違反ではない、との判断を下している。
また、報告義務についても一般論として認めつつ、Aの自殺以前の報告義務については「いじめがあることを認識した後、学校生活において、Aに対するいじめの状況などについては注意を払い、いじめ行為を行なう生徒らを特定するなどして、それらに対する指導を行なうとともに、一一月ころには、原告らに対してもいじめについて連絡をしようとして、Aにその旨を伝えている」「Aのそのころの状況や、××担任の受け答えなどからすると、Aの意向にかかわらず、原告らに連絡をとるべきだったとまではいうことができない」としている。そして、Aが自殺して以降の報告についても「本件事故報告書は、Aに対するいじめの原因やその後の経過、学校での指導の経過などを内容としているのであるから、同報告書の大部分を報告することによって原告らに対する報告義務は尽くされたものといえる」「本件作文は（中略）、同組の生徒らに、Aに対するいじめがあったことを反省させ、今後同様な事態が生じないように認識させることを主な目的として書かせたものと認めるのが相当である。このように本件作文が教育目的で作成されたものであることからすると、原告らに開示し報告することを予定して書かれたものとはいえないのであって、原告らが当然にその開示や内容の報告を請求することができるとはいえない」と認定している。

### 控訴へ
両親は納得できる判決ではないとして、2001年（平成13年）9月17日、控訴の手続きを行った。同年12月25日に行われた第一回進行協議では、一審に関わった判事が主任裁判官として出席し、富山市の提示した和解条件である碑の建立を受け容れるように両親へ勧めた。更に、退席時に「同じ宮仕えだからね」と呟いたため、両親は支援者らへ相談し、主任裁判官の交替を求める意見書やはがきを送付。全国から多くの意見が寄せられ、この結果交替が実現している。
両親は2002年（平成14年）、Aの友人を介して会うことができたCに対しても、当時を思い起こしての陳述書の作成を依頼。証言に関しては、Cが結婚してまだ日が浅かったこと、法廷で証言に立ったという噂が流れ村八分のようにされる可能性を考慮し、依頼は断念している。Cは陳述書で、いじめの報告を行ったのは9月27日ではなく6月下旬頃だったとし、メモは10月初旬ではなく7月中旬であったなどの誤りを指摘している。また、メモの事件が起こったときには既にクラス全員がいじめに加わっていたこと、その原因は6月下旬のいじめの相談の後に担任が6人から事情を聞いたことで相談の事実が知れ渡ったためであること、道徳の時間に1、2回行われた指導では、生徒の殆どが喋ったりメモを回したりしていたこと、12月6日に担任が訪問した事実は母親に確認したがなかったこと、などを明かしている。
またCは、10月下旬にAと喧嘩したことを知ったいじめグループに取り込まれて、Aの横を通るときに「きたない」と言わされ、自分の弱さからAを追い詰めて自殺させたのではないかと自分を責め続け、追悼文には「ごめんなさい」と繰り返し書いたとし、「私は一生、Aのことを忘れる事はないでしょう。忘れてはいけないのです」と結んでいた。しかしこの陳述書は、作成経緯の立証がない、格別に新規の事実がないなどとして、判決では採用されていない。
そのほか、両親は専門家の証言が必要であると考えて数人の専門家に依頼したが断られたため、ルポルタージュを著した奥野修司に相談し、その紹介で長崎総合科学大学工学部教職課程教授の広木克行、更に淡川典子とその知人の紹介を介して、心理カウンセラーの内田良子の証言が実現している。

### 二審
2003年（平成15年）12月17日、名古屋高裁金沢支部は一審判決を支持し、両親の訴えを全面棄却した。判決は「担任の指導は効果を上げていたと判断できる」「学年主任や、被害生徒と加害生徒の家庭と連絡を密にして、指導監督にあたるなどの措置をとらなければならない状況ではなかった」というものだった。
克己は啞然として言葉も出なかった一方、結論の「当裁判所としては、Aに対するいじめの存在及びAの自殺がそのいじめを主要な要因あるいは原因とするものであったものと考えるものであり、未来のある生徒を教育を通じて育成する場である中学校において、本件のようないじめがなされ、それが主要な要因あるいは原因となって前途ある中学生が自殺するようなことがあってはならないことであるから、教諭あるいは校長等として教育に携わる者にあっては、二度とこのような不幸な出来事が発生することのないように、その防止並びに解消になお一個の真摯な取り組みがなされることを切望する」という下りで、心が少し晴れたような気持になったという。

### 上告受理申立
2003年（平成15年）12月25日、両親は名古屋高裁金沢支部に上告受理申立書を提出。上告受理申立書では、神奈川県津久井町立中野中学校いじめ自殺事件の高裁判決を例に挙げて、安全保持義務違反についての判断やいじめ研修の重要性についての判断の差異を指摘。また、子供の成長発達に仕えるべき学校の、安全保持義務や報告義務の内容や範囲を画定させることの重要性を強調した。また、この際には署名活動を行い、「もう、一人にはさせないよ！の会」の全国への働きかけにより、3,200名の署名が集まっている。
2004年（平成16年）6月10日付で、両親の元に「本件は、民訴法三一八条一項により受理すべきものとは認められない」との不受理決定書が届き、裁判は終結した。

## 記憶の継承

### 克己の講演
克己はAの自殺から1年後の1989年（平成元年）12月9日に「共育スペース・あるむす」の主催で開かれた遠藤豊吉の講演会「今、〈教育・子育て〉に望むこと」に参加。第二部の、富山大学教養部助教授の岡村信孝と早川たかしとの三者でのパネルディスカッション「一人の少女の死から学ぶこと」に参加し、「自殺前に学校で起きた手首の捻挫や鎖骨骨折後の生徒指導が曖昧であった。自殺後の原因究明もなく、再発防止などを講ぜず、学校の対応は体面だけを繕うもので、事件をウヤムヤに済まそうとしている」「学校は、いじめの把握をせずに、どうして生徒たちに正しい指導ができるのだろうか」という点に絞って発言を行っている。また、両親は奥田中の校長や担任にもパンフレットを渡し出席を依頼していたが、校長は「針の筵に座らされているようで、そんな所へは行けない」と回答。奥田中からは一人も出席しなかった。
1996年（平成8年）1月28日には、兵庫県明石市の明石市勤労福祉会館でフリースクール「冬夏舎」が開いた「いじめと自殺」をテーマに親の体験を語る集会に招かれ講演。同年2月18日には新潟県上越市の上越文化会館で、「教育をともに考える市民の会」が主催した集会に参加した。この集会はいじめで子供を亡くした遺族が一堂に会したもので、中野富士見中学いじめ自殺事件（1986年）遺族の鹿川雅弘、町田市立つくし野中学校いじめ自殺事件（1991年）遺族の前田功、愛知県西尾市中学生いじめ自殺事件（1994年）遺族の大河内祥晴、新潟県上越市のいじめ自殺事件（1995年）遺族の伊藤正浩と克己の5名が出席している。遺族が集まっての集会は全国初で、いじめ問題が続いていたこと、不登校問題が深刻化していたことから、300人近い参加者と多くの報道関係者が集まり、会場に入りきらない参加者はロビーのモニターテレビで集会を視聴している。
その後も新潟県教職員組合三市中東浦支部の教職員の研修会に招かれ講演を行ったり、伊藤正浩が上越市教委と共同出版した書籍『ともに刻む』の出版記念集会のシンポジウムで発言を行うなどしている。また、「不登校問題に取り組む親の会・麦の会」代表を務める富山大学非常勤講師の高野京子からの誘いを受けたことにより、1998年（平成10年）から5年間に渡り、前期と後期の年2回、同大学人文学部で、学生に話を行ってもいる。富山大での講話は克己と壽恵の二人で行われた。
2005年（平成17年）9月に、北海道滝川市で小学6年生の女児が首吊り自殺（死亡は翌年1月）した滝川市小6いじめ自殺事件が発生した際には、克己は女児の自殺を「いじめに結びつくとは思わない」とする滝川市教委を、富山市教委の対応と重ね合わせ「全く体質が変わっていない」と批判している。また、「みんなは私のことがきらいでしたか？」「私は、この学校や生とのことがとてもいやになりました」という女児の遺書を読み、「Aの遺書とよく似ているなあ」と思ったとし、「北海道のあの遺書を見れば、いじめがあったのは一目りょう然。いじめと認めないなんて、教育者じゃない。本当に子どものことを考えているのか」「Aが亡くなって間もなく18年になるのに、教育現場は何も学ばずに、同じように保身と隠ぺい体質のまま。どの学校も先生も、子どもの立場に立って考えてほしい」と述べている。

### 番組
1995年（平成7年）5月22日、北日本放送（KNB）報道制作局の制作によるラジオ・ドキュメンタリー「真実が知りたくて」が放送された。番組は金沢敏子の構成で、担任宅への取材・教育長のコメント取り・同級生への取材なども盛り込まれ、克己は「困難で大変だったろうと思われます」と述べている。
同年12月には、同じくKNBによるテレビ番組「なぜ、作文は燃やされたか」が放送されている。この番組は翌年に再編集され「もう、誰もいじめないで」と改題されて、日本テレビの「ドキュメント'96」で全国放送された。

### 演劇
2006年（平成18年）10月15日、両親はNPO法人「ジェントルハートプロジェクト」理事の武田さち子から、遺書をもとに演劇を上演したいと言っている生徒がいるので、遺書を使うことを了承してほしい、との連絡を受けている。これは鹿児島県日置市の日置市立伊集院北中学校3年の女子生徒が、武田のホームページからAの遺書を見つけ、「絶望しながら、それでも他の人がいじめられることにも配慮するのはすごい」と感銘を受けての依頼で、文化祭の劇中で実際にあった事件の記録を発表したい、中学校同級生や後輩たちに、いじめについてもっと深く考えてほしいとして、3年1組全員の協力で劇を上演することになったものだった。この演劇は日本テレビ系列で全国放送されている。

### 書籍
1995年（平成7年）3月頃には、ルポライターの鎌田慧が初めて岩脇宅に取材に訪れた。この取材は『週刊現代』の「"無念"の叫びを聞け！『いじめ自殺』で遺された父・母の肖像」という、いじめ自殺事件の5遺族を訪ねて紹介する企画のためのものだった。翌年10月には、鎌田は12遺族への取材をまとめた書籍『せめてあのとき一言でも』を刊行。2007年（平成19年）2月には再編集され、『いじめ自殺・十二人の親の証言』として岩波現代文庫から出版されている。
1996年（平成8年）11月、両親は山本定明と淡川典子と共同で、桂書房代表の勝山敏一の協力を得て『いじめ隠し』を刊行した。これが両親による初の著書で、2008年（平成20年）には、同じ桂書房から『いじめの記憶 ―もう だれも いじめないで』も刊行している。
1997年（平成9年）には、ノンフィクション作家の奥野修司による『隠蔽 ――父と母の〈いじめ〉情報公開戦記』が刊行された。克己は「奥野修司氏は、事実を事細かに取材して書くために何度も来富され、丁寧に慎重に取組んでくださいました。わが家や学校・教育委員会などの取材が長期に及ぶことを覚悟され、富山でホテルに滞在して、取材をされました。その姿を見て、さすがプロのノンフィクション作家だと思いました」と記している。同作品は前作『ねじれた絆』と共に、大宅壮一ノンフィクション賞にノミネートされている。
克己は2019年（令和元年）に骨髄異形成症候群のため死去したが、Aが三十三回忌（弔い上げ）を迎える翌2020年（令和2年）には、支援者の西宮正直・外喜子夫妻が、Aを題材にした児童書『ひとりぼっちの白鳥』を自費出版した。内容は、Aが夢だった看護師になり、結婚・出産し、休日には父親の克己の店を手伝っているという、想像上の物語が描かれるが、そこから一転してAが命を絶つ場面に切り替わり、いじめにより打ち砕かれた将来を示している。最後は、ひとりぼっちだった白鳥が数羽で立山連峰に向かって飛び立っていく場面で締めくくられている。8月23日には、西宮夫妻が経営する「喫茶にしのみや」で、出版記念会が開かれた。